# Caibi
Caibi is een gemeente in de Braziliaanse deelstaat Santa Catarina. De gemeente telt 6.392 inwoners (schatting 2009).

## Aangrenzende gemeenten
De gemeente grenst aan Cunha Porã, Iraceminha, Mondaí, Palmitos, Riqueza en Vicente Dutra (RS).